# Friedrich Juricek
Friedrich Juricek (Praga, 22 settembre 1942) è un allenatore di pattinaggio ceco.

## Biografia
Negli anni 60 è Campione Nazionale Cecoslovacco di pattinaggio artistico. Nello stesso periodo frequenta la Scuola dello Sport, dove si diploma Allenatore. Quindi inizia la carriera di allenatore in varie società della Cecoslovacchia. Nel 1968, durante la Primavera di Praga, Juricek si trasferisce in Germania, dove raggiunge la madre.
Fino al 1972 allena ad Amburgo e segue atleti internazionali, tra i quali Katrin Bendorf. Dal 1972 arriva in Italia a Merano, e in 3 anni porta 8 atleti ai Campionati Italiani Assoluti. Successivamente segue l'atleta Karin Telser che a soli 11 anni diventa la più giovane atleta partecipante ai Campionati del Mondo Junior. La stessa atleta parteciperà a soli 15 anni ai Campionati Europei Senior, e dal 1981 al 1984 è stata campionessa italiana assoluta.
Karin Telser non ancora maggiorenne, sempre allenata da Friedrich Juricek, si è classificata 15' ai giochi olimpici di Sarajevo 1984. Friedrich Juricek è stato allenatore della nazionale italiana per quasi un decennio a cavallo degli anni 80-90, dove ha visto e seguito tutti gli atleti italiani di massimo livello.
Per un periodo è ritornato a Stoccarda e dopo tre anni la società Tus Stuttgart è diventata la più titolata Società della Germania. Dal 1997 ritorna in Italia, in Val Gardena, e porta Carolina Kostner al suo primo Campionato Mondiale Junior. Agli inizi del 2000 torna ad allenare la S.C. MERAN, portando Ruben Erampalli a diventare Campione Italiano Junior, ed a partecipare ai Campionati Mondiali Junior.
Dal 2011 allena la Società Artistico Ghiaccio Fiemme. Già a fine 2012 10 atleti sono saliti sui podi di gare nazionali ed internazionali. Molti di questi atleti eseguono regolarmente il fatidico doppio Axel ed alcuni di loro sono in procinto di entrare nella Squadra Nazionale Italiana.
Alcuni atleti allenati da Friedrich Juricek:
- Daniel Weiss	Campione Germanico ha partecipato a Campionatie Europei e Mondiali
- Karin Telser	4 anni Campionessa italiana, Europei, Mondiali e Olimpiadi Sarajevo 1984
- Bruno Del Maistro Campione Italiano ha partecipato a vari Campionati Europei
- Alessandro Ricitelli Campione Italiano, ha partecipato a vari Campionati Europei
- Beatrice Germini Campionessa italiana, ha partecipato a Campionati Europei e Mondiali
- Pinuccia Ferrario Campionessa italiana, ha partecipato a Campionati Europei e Mondiali
- Ruben Erampalli Campione Italiano, ha partecipato a vari Campionati Europei e Mondiali
- Carolina Kostner
- Carol Bressanutti
- Inoltre ha seguito come consulente tecnico anche:
- Katarina Witt
- Roberta Rodrighiero
- Edoardo Bernardi
- Carlo Goldstein
- Gilberto Viadana